# 5-я Радиальная улица
Пя́тая Радиа́льная у́лица (до 5 апреля 1965 года — Школьный тупик (Ле́нино), до 1960 года — Школьный тупик посёлка Ленино-Дачное) — улица, расположенная в Южном административном округе города Москвы на территории района Бирюлёво Восточное.

## История
Улица находится на территории бывшего посёлка Царицыно-Дачное (Покровская сторона), позднее Ленино-Дачное. До революции она носила название 11-й проспект (всего в этой дачной местности существовало 15 проспектов). По состоянию на 1951 год именовалась Больничной улицей. В более поздний период называлась Шко́льным тупиком, предположительно, потому что шла перпендикулярно Шко́льной улице (ныне часть 3-й Радиальной улицы) от центра и образовывала в конце тупик. В 1960 году посёлок Ленино-Дачное вошёл в состав Москвы, Школьный тупик была переименован в Шко́льный тупик (Ле́нино), а 5 апреля 1965 года улица получила современное название по своему радиальному положению относительно Спортивной улицы и проезда Кошкина.

## Расположение
5-я Радиальная улица проходит от Спортивной улицы на юго-запад до проезда Кошкина. Нумерация домов начинается от Спортивной улицы, хотя по факту дома идут как продолжение проезда Кошкина (перпендикулярно самой улице). Дома имеют почтовый индекс 115404. Всего по данному адресу существуют дома 3, 5, 5 стр2, 5 стр3, 5 стр5, 5 стр6, 5 стр7, 5 стр8, 5 стр9, 5 стр10, 5 стр11, 5 стр12, 5 стр13, 5 стр14.

## Примечательные здания
По нечётной стороне:

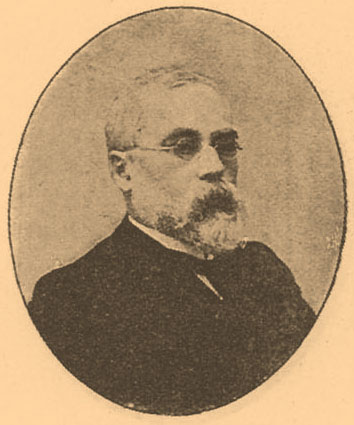
С. А. Муромцев

- № 3 — бывшая «Дача Муромцева». Дача председателя первой Государственной Думы Сергея Муромцева была построена в 1893 году. Представляла собой трёхэтажное здание с башенками в «шведском стиле». Здесь Муромцев работал над проектом «Основного закона Российской империи». В доме гостил Иван Алексеевич Бунин и другие поэты и писатели Серебряного века. В связи с повреждениями во время Великой Отечественной войны разобрана, на её месте возведено с сохранением фундамента другое двухэтажное здание. На перестроенной даче жил Венедикт Ерофеев, автор знаменитой поэмы постмодернизма «Москва — Петушки». Здание пострадало от пожара 3 января 2010 года, и было снесено по решению московских властей 7 марта 2010 года.

По чётной стороне:

## Транспорт

### Наземный транспорт
По 5-й Радиальной улице маршруты наземного общественного транспорта не проходят. В 90 м от северного конца улицы, на Спортивной улице, расположена остановка «Спортивная улица» автобусов м82, с854.

### Метро
- Станция метро «Царицыно» Замоскворецкой линии — севернее улицы, на пересечении Каспийской и Луганской улиц.

### Железнодорожный транспорт
- Платформа «Царицыно» Курского направления МЖД — севернее улицы, на пересечении Каспийской и Луганской улиц.